# NGC 3357
NGC 3357 ist eine Elliptische Galaxie mit aktivem Galaxienkern vom Hubble-Typ E1 im Sternbild Löwe auf der Ekliptik. Sie ist schätzungsweise 434 Millionen Lichtjahre von der Milchstraße entfernt und hat einen Durchmesser von etwa 170.000 Lichtjahren.

Im selben Himmelsareal befindet sich u. a. die Galaxie NGC 3338, NGC 3346, NGC 3367, NGC 3377.
Das Objekt wurde am 5. April 1864 von Albert Marth entdeckt.